# Поткозарје
Поткозарје је географска област испод планине Козаре. Налази се у сјевероисточном дијелу Републике Српске, БиХ.

## Географија
На подручју планине Козаре и Поткозарја се налази Национални парк Козара. Највећи градови на простору Поткозарја и Козаре су Нови Град, Костајница, Козарска Дубица, Приједор, Градишка и Лакташи.

## Култура
У поткозарском крају је присутна ојкача, и козарачко коло. На овом подручју се налази манастир Моштаница.

## Туризам
На простору Поткозарја се код Мљечанице налази љечилиште бања Мљечаница, као и спомен подручје Мраковица.

## Спорт
Постоје и два фудбалска клуба која носе назив Поткозарје.То су ФК „Поткозарје“ Козарска Дубица и ФК „Поткозарје“ Александровац, општина Лакташи.

## Знамените личности
- Петар Поповић Пеција
- Младен Стојановић
- Младен Ољача
- Милан Тепић